# Hesperilla picta
Hesperilla picta is een vlinder uit de familie van de dikkopjes (Hesperiidae). De wetenschappelijke naam van de soort is voor het eerst geldig gepubliceerd in 1815 door John Henry Leech.